# 가린샤 클럽
가린샤 클럽(Garrincha Club)은 월드컵 본선에서 골을 넣은 뒤 파울로 퇴장당한 선수들의 그룹을 뜻하는 말로, 실제로 이러한 모임이 존재하지는 않고 해당 선수들의 목록 개념이다.

## 어원
1962년 FIFA 월드컵 브라질과 칠레의 4강전에서 브라질의 선수 가린샤는 2골을 넣은 뒤 상대 수비수를 걷어차서 퇴장당했다. 가린샤 클럽이란 말은 이때 생겨난 말로서, 이후 가린샤와 같이 골을 넣은 뒤 퇴장당한 선수들을 뜻하게 되었다. 이렇게 골 득점 후 퇴장당한 경우를 가리켜 "가린샤 클럽에 가입했다" 고 표현한다. 월드컵 본선에서는 가린샤 이후로 가린샤 클럽에 가입하는 선수가 없다가, 36년 만인 1998년에 이르러서야 하석주가 퇴장당해 2번째 멤버가 나타났다. 이 때부터 가린샤 클럽이란 말은 '월드컵 본선에서 골을 득점한 후 퇴장당한 선수들'로 의미가 확정되어 쓰이고 있다.
한편 1962년 FIFA 월드컵 1라운드 우루과이와 유고의 경기에서 우루과이 선수 루벤 카브레라도 골을 넣은 뒤 퇴장당했는데, 이는 시간상으로 가린샤보다 빠른 것이다. 그럼에도 '가린샤 클럽'으로 불리는 이유는 가린샤가 훨씬 유명했기 때문이라고 한다. 가린샤는 당시 펠레의 부상으로 위기에 처해 있던 브라질 팀을 우승으로 이끌며, 대회 최우수선수와 득점왕에 선정되었다.

## 가입 현황
3번째 멤버는 대한민국의 하석주로 1998년 FIFA 월드컵 조별예선 멕시코전에서 전반 프리킥으로 선제골을 넣었으나 백태클 반칙으로 퇴장당해 클럽 멤버가 되었다.
4번째 멤버는 세네갈의 살리프 디아오로 2002년 FIFA 월드컵 조별리그 덴마크전에서 후반 동점골을 넣은 뒤 경고 누적으로 퇴장당해 클럽의 멤버가 되었다.
5번째 멤버는 브라질의 호나우지뉴로 2002년 FIFA 월드컵 8강 잉글랜드전에서 후반 프리킥으로 역전골을 넣었으나 퇴장당해 클럽의 멤버가 되었다.
6번째 멤버는 프랑스의 지네딘 지단으로 2006년 FIFA 월드컵 결승 이탈리아전에서 페널티킥으로 선제골을 넣었으나 연장 후반 마르코 마테라치를 머리로 들이받아 퇴장당해 클럽의 멤버가 되었다.
7번째 멤버는 카메룬의 뱅상 아부바카르로 2022년 FIFA 월드컵 조별리그 브라질전에서 후반 36분에 경고를 받은 상황에서 추가시간 1분에 골을 넣었으나 상의탈의 세리머니로 인해 경고 누적으로 퇴장당해 클럽의 멤버가 되었다.

## 가린샤 클럽의 멤버 목록
- 루벤 카브레라 (우루과이) – 1962년 가입
- 가린샤 (브라질) – 1962년 가입
- 하석주 (대한민국) – 1998년 가입
- 살리프 디아오 (세네갈) – 2002년 가입
- 호나우지뉴 (브라질) – 2002년 가입
- 지네딘 지단 (프랑스) – 2006년 가입
- 뱅상 아부바카르(카메룬) - 2022년 가입

## 같이 보기
- 센추리 클럽